# Ландульф I (граф Капуи)
Ланду́льф I Ста́рый (около 795—843) — первый граф Капуи, основатель династии, правившей в Капуе до 1058 года.

## Биография
В 839 году Ландульф I принял активное участие в освобождении беневентского принца Сиконульфа, брата убитого князя Сикарда, и в дальнейшем поддерживал Сиконульфа в борьбе против узурпатора Радельхиза I. После провозглашения Сиконульфа князем Салерно Ландульф признал его своим сюзереном. В междоусобной войне участники пользовались наёмными арабскими отрядами. Один из отрядов, призванных Радельхисом, захватил и разрушил Капую в 841 году. Ландульф не стал отстраивать разрушенный город, а основал новый — ныне существующую Капую. Согласно «Салернской хронике», Ландульф правил в новой Капуе один год и восемь месяцев и умер, соответственно, в 843 году. Ландульф I был первым капуанским правителем, носившим титул графа.
Из потомства Ландульфа I известны четверо сыновей:
- Ландо I — следующий граф Капуи
- Пандо — граф Капуи
- Ланденульф — первый граф Теанский
- Ландульф II — епископ, а затем граф Капуи.